# Musée international d'horlogerie
 (mai 2023).
Si vous disposez d'ouvrages ou d'articles de référence ou si vous connaissez des sites web de qualité traitant du thème abordé ici, merci de compléter l'article en donnant les références utiles à sa vérifiabilité et en les liant à la section « Notes et références ».
Le Musée international d'horlogerie (abrégé MIH) est un musée situé à La Chaux-de-Fonds, en Suisse. Il est consacré à l'horlogerie et à l'étude du temps et des instruments destinés à la mesure du temps. Le musée appartient et est géré par la ville même de La Chaux-de-Fonds et est classé comme bien culturel suisse d'importance nationale.

## Introduction
Historiquement, la ville de la Chaux-de-Fonds est considérée comme un des endroits les plus importants de l'industrie horlogère suisse et mondiale et abrite une des écoles d'horlogerie du pays. Le musée est né de la collection d'étude de l'école et est aujourd'hui considéré comme un des musées d'horlogerie les plus importants au monde.
En 1865, l'École d'horlogerie de La Chaux-de-Fonds prit conscience de la nécessité de constituer une collection d'horloges anciennes. Ce dessein aboutit, en 1902, à l'ouverture d'un petit musée dans le bâtiment de l'École. En raison de son développement, le musée fut agrandi à trois reprises, en 1907, 1952 et 1967.
Quelques années plus tard, il apparut que les locaux n'étaient plus adaptés à une mise en valeur permanente et fonctionnelle de l'ensemble de la collection. Aussi, la Commission du musée proposa à la Ville de La Chaux-de-Fonds la création d'une fondation dans le but de promouvoir la construction d'un nouvel édifice. Inauguré en 1974, sous l'appellation Musée international d'horlogerie, celui-ci se caractérisait par une conception et des techniques à l'avant-garde de l'architecture et de la muséographie. Quelques décennies plus tard, le lieu reste aussi fascinant tant par sa construction que par ces œuvres.

## Bâtiment
Réalisée de 1972 à 1974, l'œuvre du zurichois Pierre Zoelly et du Chaux-de-Fonnier Georges-J. Haefeli occupe un volume souterrain de 20 000 m3, creusé dans le flanc d'un parc. La structure en béton épousant la déclivité du site a engendré un aménagement souterrain à trois niveaux qui correspondent aux principales zones du musée : la salle réservée aux expositions temporaires et aux assemblées, la salle destinée aux œuvres de l'époque ancienne, la salle consacrée aux techniques de fabrication et de décoration ainsi qu'aux pièces du vingtième siècle.
Les surfaces ouvertes les unes sur les autres forment un espace subtilement découpé non seulement par le jeu des niveaux mais aussi par celui des éclairages accentué par la lumière naturelle. En effet le musée s'ouvre sur l'extérieur par les larges vitrages de l'entrée, de la galerie astronomique et des ateliers de restauration. Ces vitres, comme celles du pavillon administratif et de la galerie du beffroi, sont intégrées dans des murs et avant-toits de forme incurvée surgissant avec force dans le parc.
Le travail des deux architectes fut récompensé par le Prix de l'architecture béton 1977. Cette distinction fut suivie, en 1978, par le Prix européen du musée de l'année 1977 qui rendit notamment hommage à l'œuvre des muséographes Serge Tcherdyne, Pierre Bataillard et Mario Galloponi. Élégance des matériaux, poésie de l'atmosphère, sobriété de la présentation caractérisent l'aménagement intérieur. Les éclairages indirects mettent en valeur les jeux de perspective. Les vitrines sphériques et cylindriques, dont la forme répond à la rondeur des cadrans, n'obstruent pas l'espace.

## Collections
Les collections du Musée international d'horlogerie comprennent horloges de gros et moyen volume, montres mécaniques et électroniques, chronomètres de marine et de bord, instruments de mesure non mécaniques, automates, œuvres peintes.
Parmi les grandes pièces de l'exposition, on peut en particulier voir :
- Une des rares reconstructions de l'Astrarium de Giovanni Dondi dont le mouvement imaginé au XIVe siècle déjà comprend un mécanisme montrant les mouvements du soleil, de la lune et des planètes ;
- Une rétrospective complète de l'histoire de la Pendule neuchâteloise ;
- Plusieurs horloges des maîtres Breguet, Janvier, Le Roy, Robin, etc. ;
- Un des premiers chronomètres de marine fabriqué par Ferdinand Berthoud ;
- Une collection d'appareillages anciens permettant de fabriquer des pièces et composants pour l'horlogerie ;
- Une pendule à musique de Pierre Jaquet-Droz ;
- Une collection de Pendules de fabricants comme Strasser & Rhodes, Sigmund Riefler, Zenith et Fedchenko ;
- Des horloges de clocher et des horloges comtoises issues de Franche-Comté ;
- La première montre de poche attestée étanche de West End Watch Co. appelée « L'Imperméable » ;
- La montre dite La Prolétaire de Georges-Frédéric Roskopf
- Des automates, entre-autres de Pierre Jaquet-Droz
- Trois fresques monumentales de Hans Erni, La conquête du temps, exécutées en 1958 pour le Pavillon suisse de l'Exposition universelle de Bruxelles

### La conquête du temps de Hans Erni
Hans Erni, La conquête du temps, peinture sur pavatex, 290 x 350 cm, signée Erni 58, exécutée pour le Pavillon suisse de l'Exposition universelle de Bruxelles, 1958.               
Ces œuvres ont été réalisées en 1958, sur commande de la Chambre Suisse d’Horlogerie, pour l’Exposition universelle de Bruxelles. Elles ornaient la section horlogère du Pavillon suisse. Sous le titre générique de la « Conquête du Temps ». Les fresques de la rangée supérieure illustrent la philosophie universelle du temps avec ses savants ; la rangée du bas, l’avènement et le développement de l’horlogerie à Genève et dans l’Arc jurassien. Les autres fresques réparties dans le musée évoquent la technique moderne.

### Planétaire de Ducommun
François Ducommun, La Chaux-de-Fonds, Planétaire, laiton, carton, bois, peinture à l'huile, 1816, D: 120 cm. 1816. Inv. V-12     
Ce planétaire présente le système solaire tel qu'il est connu au début du XIXe siècle. Le globe, peint des figures des constellations, contient le mécanisme en laiton formé de deux parties distinctes : le quantième et le planétaire. Un dessin révèle les calculs ardus de l'horloger chaux-de-fonnier François Ducommun pour mener à bien son entreprise. En plus des qualités techniques incontestables, ce Planétaire unique au monde présente un riche décor précis dû au peintre et graveur Charles Girardet.

### L’automate turc buvant du café
Francois Junod, Automate Turc buvant du café sur un tapis volant, don 2015             
Œuvre électro-mécanique contemporaine de premier ordre, ce Turc est le fruit de la rencontre d'un artisan de Sainte-Croix et du patron d'une entreprise de torréfaction de café de La Chaux-de-Fonds, cherchant à célébrer le centenaire de sa société en l'an 2000. Le Turc assis sur un tapis ondulant est entièrement animé. Sur l'air de la célèbre Marche turque de Mozart, l'automate se sert une tasse de café et la déguste avant de retrouver la tranquillité. L'entier du mécanisme est actionné par un simple grain de café.

## Acquisitions
Chaque année, le MIH propose une exposition consacrée aux acquisitions récentes grâce à des dons et des achats.

### Acquisitions 2018
- Carnet de bal, F. Courvoisier, La Chaux-de-Fonds, v. 1850
- Chronomètre double-face, curvimètre, Thouvenin, vers 1890
- Prototype Omega Quartz, Battelle, vers 1965

## Centre de restauration en horlogerie ancienne (CRH)
Les ateliers de restauration sont en partie visibles par les visiteurs. Le MIH y effectue des travaux de conservation-restauration pour les collections du musée et pour certaines pièces de particuliers choisies selon des critères très précis. Ces différents travaux sont régis par une éthique de restauration très stricte, s'appuyant notamment sur le résultat de colloques, discussions avec d'autres restaurateurs, expérience des possibilités de faire fonctionner une pièce sans altérer son aspect ou de la conserver sans l'idée du fonctionnement. Cette intervention consiste à conserver au maximum les pièces originales de la pendule ou de la montre, même si cela comporte quelques risques pour leur fonctionnement et même si la restauration est visible sur la pièce.

## Centre d'études L'Homme et le Temps (CET)
Le Centre d'études L'Homme et le Temps est doté d'une bibliothèque comprenant non seulement des ouvrages anciens et actuels relatifs au temps, à sa mesure et à l’horlogerie en général, mais également de précieuses archives industrielles ou privées, des documents iconographiques, des dossiers de presse d’entreprises horlogères, des revues spécialisées, etc. Les fonds d'archives du MIH sont accessibles au public sur demande. Ce centre organise aussi des colloques et conférences ouverts à un large public.                 
Le Musée international d'horlogerie publie régulièrement non seulement des catalogues d’exposition et des ouvrages de prestige, mais également des études historiques et techniques, des actes de colloques, des thèses et mémoires en relation avec le thème du Temps.

## Prix Gaïa
Imposé sur la scène horlogère internationale comme « le Nobel » de l’horlogerie, ce prix est décerné chaque année. C'est en 1993 que le Musée international d'horlogerie a créé le Prix Gaïa pour distinguer des personnalités qui ont contribué ou contribuent à la notoriété de l'horlogerie - de son histoire, de sa technique et de son industrie. Le Prix Gaïa s'est imposé comme une distinction de référence dans le vaste domaine de la mesure du temps, qu'elle soit abordée par le regard de l'artisan, de l'industriel ou du chercheur. Unique en son genre, ce prix honore des femmes et des hommes dont les carrières sont dédiées à la mesure du temps.
Par la remise de cette distinction, le Musée international d'horlogerie souligne chaque année l'apport considérable et incontestable que ses lauréats ont procuré à l'horlogerie, à sa connaissance et à sa culture.
Les dossiers de candidature sont à envoyer jusqu’au 21 mars de chaque année au Musée international d'horlogerie. Un jury représentant les différents milieux de l'horlogerie et de la mesure du temps se réunit durant l'été. La cérémonie de remise du Prix a lieu à l'équinoxe d'automne.

## Bourse Horizon Gaïa
Horizon Gaïa est une bourse d'encouragement mise au concours chaque année à destination de la relève dans les domaines de prédilection du prix Gaïa : artisanat / création - histoire / recherche - esprit d'entreprise           
La bourse finance, en principe, un projet individuel qui puisse se dérouler au maximum sur une année. Le délai de dépôt des candidatures est le même que celui des dossiers concourant au Prix, soit le 21 mars de chaque année.

## Montre MIH
Crée en 2005, c'est la montre officielle du Musée International d'Horlogerie. Elle est le fruit d'une collaboration entre Ludwig Oechslin, Paul Gerber, Ch. Gafner et le magasin d'horlogerie EMBASSY.

## Programmation et médiation culturelle
Chaque année, le MIH propose deux expositions temporaires : une grande exposition thématique mettant l'accent sur des aspects sociaux, économiques, culturels de l'horlogerie et de la mesure du temps ; et une autre consacrée aux acquisitions récentes. Les dons et achats alors présentés sont l'occasion d'une découverte passionnante de l'enrichissement de la collection horlogère la plus significative au monde.                   
Chaque premier mercredi du mois (sauf janvier et août), pendant la pause de midi, un guide ou un conservateur du MIH fait découvrir aux visiteurs un aspect spécifique de la collection.     
Chaque premier dimanche du mois, l'Association des Amis du MIH propose une visite guidée gratuite. La visite guidée est offerte, l'entrée au musée est également gratuite d'octobre à mars, mais payante d'avril à septembre.                 
Le MIH s'engage aussi chaque année au mois de mai dans l'organisation de la Nuit et Journée des musées neuchâtelois : de multiples découvertes et des visites inédites de la collection sont préparés par l'équipe du musée.                 
Au mois de novembre, une cinquantaine de marchands-horlogers, antiquaires et collectionneurs se retrouvent pour la Bourse suisse d'horlogerie organisé au MIH. Sont proposés à la vente montres, pendules, outillage, livres et objets divers en relation avec l'horlogerie.
De nombreux ateliers destinés aux jeunes publics, entre 4 et 12 ans, offrent une occupation ludique et pédagogique. Ils sont organisés en tout temps, sur demande préalable auprès du secrétariat du musée. Les thèmes abordés sont la clepsydre, le cadran solaire, la pile Volta, l'émaillage ou encore le montage et démontage de montres.

## Les Amis MIH
L'association des amisMIH regroupe des personnes et des entreprises désirant participer au rayonnement du Musée international d'horlogerie (MIH) et à l'accroissement de ses collections. Pour atteindre ces objectifs, des actions sont menées en concertation avec la Direction du MIH.               
Créée le 31 mai 1980, jour de l'inauguration du carillon dans le parc du musée, la société des amis du Musée international d'horlogerie "amisMIH” contribue de manière exemplaire à l'enrichissement des collections. Ainsi l'exposition des "Dons et Achats" permet de remercier chaque année les généreux donateurs de cette association.     
Les amisMIH participent également à l'activité constante du musée : en plus des visites guidées gratuites les premiers dimanches du mois (voir plus haut), l'association organise des évènements conviviaux à l’attention de ses membres tels que les balades "À pas contés" au mois d'août. Chaque année, la publication "Le Carillon" réalisée par l'association relate les activités et les faits marquants du Musée international d'horlogerie ; envoyée à tous les membres, elle est un lien précieux entre l'institution et la société des amis.